# Jägerrapporten
| Drab 2. juli til 25. november |             |         |
| Måned                         | optegnelser | dræbte  |
| juli                          | 20 poster   | 4.400   |
| august                        | 33 poster   | 47.906  |
| september                     | 38 poster   | 41.097  |
| oktober                       | 12 poster   | 31.829  |
| november                      | 10 poster   | 8.211   |
| i alt                         | 113 poster  | 133.443 |
| opdateret                     | februar '42 | 138.151 |

Jägerrapporten blev skrevet den 1. december 1941 af Karl Jäger leder af Einsatzkommando 3's aflivningsenhed af Einsatzgruppen A, der var knyttet til Heeresgruppe Nord under Operation Barbarossa. Rapporten er  præcis beskrivelse af aktiviteterne i en enkelt Einsatzkommando.
Fra juli 1941 til september 1943 var Karl Jäger chef for Einsatzkommando 3, der havde til opgave at eliminere jøder, kommunister og NKVD-samarbejdspartnere.
Hans rapport bevidner, at hans Einsatzkommando med bistand fra Rollkommando Hamann mellem den 2. juli og 25. november 1941 dræbte 133.443 mennesker, hvoraf cirka 34.000 var børn. Rapporten er en oversigt over Einsatzkommando 3's aktioner med nøjagtig dato og sted for massakrerne, antallet af ofre og deres fordeling på kategorier (jøder, kommunister, kriminelle osv.). I alt var der over 100 henrettelsesaktioner 71 forskellige steder.
Den 1. februar 1942 blev summerne i Jägerrapporten opdateret til 136.421 jøder (46.403 mænd, 55.556 kvinder og 34.464 børn), 1.064 kommunister, 653 psykisk handicappede og 134 andre i en håndskrevet note af Franz Walter Stahlecker.
Den sekssiders rapport blev udarbejdet i fem eksemplarer, men kun et eksemplar eksisterer og opbevares i det centrale litauiske arkiv i Vilnius.